# Vincenzo Devany
Vincenzo Federico Devany (San Luis Obispo, 16 agosto 1988) è un allenatore di pallavolo ed ex pallavolista statunitense, nel ruolo di palleggiatore.

## Carriera

### Giocatore

#### Club
La carriera di Vincenzo Devany inizia nel 2004, quando entra a far parte della squadra della sua scuola, la Mater Dei HS, con la quale gioca per quattro anni. In seguito continua a giocare anche a livello universitario, disputando la NCAA Division I con la UC Santa Barbara dal 2008 al 2011, raggiungendo la finale NCAA durante il suo senior year.
Nella stagione 2011-12 diventa professionista, disputando la 1. Bundesliga tedesca con il Gotha. Nel novembre 2012 viene ingaggiato poco dopo l'inizio della stagione dal Topvolley Antwerpen, squadra della Liga A belga: nella stessa divisione resta anche per il campionato 2013-14, vestendo però la maglia del Maaseik.
Nel campionato 2014-15 gioca nella Ligue B francese con il Cambrai. Dopo un triennio lontano dai campi, disputa la NVA 2018 con il Rising Tide, dove conclude la sua carriera.

### Allenatore
Dopo una prima parentesi come assistente allenatore alla UC Santa Barbara nel 2013, nel 2015 viene annunciato il suo ritorno nel programma, dove ricopre il medesimo ruolo dal 2016 fino al 2019.